# Рутес, Виктор Савельевич
Виктор Савельевич Рутес (14 апреля 1907 — 27 марта 1972) — советский металлург, доктор технических наук, профессор, лауреат государственных премий. Член КПСС с 1928 года.

## Биография
Окончил Московский институт стали и сплавов (1934).
В 1934—1938 годах работал инженером НИИ авиационной промышленности. В 1938—1941 годах — старший инженер Бюро бесслитковой прокатки стали завода «Серп и молот».
В 1941—1946 годах служил в РККА, участник войны, начальник артснабжения 51-й зенитной артиллерийской дивизии, инженер-капитан.
С 1946 года работал старшим научным сотрудником, а с 1948 года — начальником лаборатории ЦНИИчермет имени И. П. Бардина.
Доктор технических наук (1968), профессор (1968). Один из авторов технологии непрерывной разливки стали.
Умер в Москве 27 марта 1972 года, похоронен на Николо-Архангельском кладбище (88 участок).

## Награды
- Сталинская премия 1952 года — за разработку конструкции машины и технологии полунепрерывного литья стали.
- Государственная премия СССР 1969 года — за создание и освоение крупного промышленного комплекса непрерывной разливки конвертерной стали в слябы широкого сортамента.
- Орден Красной Звезды (22.08.1944)
- Медаль «За оборону Москвы» (01.05.1944)
- Медаль «За победу над Германией в Великой Отечественной войне 1941—1945 гг.» (09.05.1945).